# Єгоркино (Ядринський район)
Єго́ркіно (рос. Егоркино, чув. Егоркино) — присілок у Чувашії Російської Федерації, у складі Великосундирського сільського поселення Ядринського району.
Населення — 38 осіб (2010; 58 в 2002, 111 в 1979, 133 в 1939, 106 в 1926, 102 в 1923). У національному розрізі у присілку мешкають чуваші.

## Історія
Присілок заснований 1920 року. Селяни займались землеробством, тваринництвом. 1931 року створено колгосп «Паризька комуна». До 1926 року присілок входив до складу Хочашевської, до 1927 року — у складі Балдаєвської волості Ядринського повіту. З переходом на райони 1927 року — у складі Ядринського району.